# Erling Skjalgsson
Erling Skjalgsson (965-21 de diciembre de 1028) fue un influyente caudillo vikingo de Noruega a finales del siglo X y principios del siglo XI, que gobernaba el reino de Rogaland. A Erling se le atribuye el más firme defensor del sistema social noruego de la época: luchó por conservar los pequeños reinos autónomos y el Thing, la asamblea de hombres libres típico de los países escandinavos, contra los reformistas del feudalismo de Olaf II el Santo.

## Vida
Según las sagas tradicionales noruego-islandesas, Erling Skjalgsson era hijo de Torolv skjalg Ogmundson y pertenecía a la dinastía Solaætta, uno de los más prominentes clanes en el occidente noruego. Vivió en una granja de Sola en Jæren. Tenía treinta esclavos y otros sirvientes que trabajaban a diario en la hacienda, pero permitía que dedicasen tiempo de provecho para ellos y la opción de comprar su libertad que podían conseguir en tres años y luego seguir trabajando en sus tierras; con ese dinero compraba más esclavos y mantenía un próspero negocio, pero también se preocupaba que sus libertos fueran capaces de sustentarse a sí mismos.
Su hermana estaba casada con Sigurd Toresson, otro importante caudillo de Trondenes y hermano de Thorir Hund de Bjarkøy.
Erling se erigió como una figura principal de poder político para los granjeros de Gulaþing que demandaron su matrimonio con la hermana de Olaf Tryggvason, Astrid Tryggvesdatter, hija de Tryggve Olafsson (según Arnmødlingatal), rey de Viken. Astrid inicialmente se negó, pero tuvo que acceder bajo la fuerte presión de su hermano. Erling Skjalgsson fue bautizado y se casó con Astrid en el verano de 996. A partir de entonces Erling supuso un vital aliado para el reino de Olaf durante los cuatro años restantes. El rey Olaf le recompensó con el caudillaje sobre las tierras entre Sognefjord y Lindesnes.

## Política
Tras la batalla de Svolder con el resultado de la muerte de Olaf Tryggvason, los vencedores dividieron Noruega en tres áreas de control. La triple división de Noruega le fue muy bien a Erling, ya que tuvo suficiente poder para mantener su propia autonomía. En 1015, la relativa estabilidad de su gestión se vio afectada con la llegada de Olaf II. En 1016 en la batalla de Nesjar, Erling luchó contra Olav Haraldsson junto a las filas del jarl Sveinn Hákonarson que perdió la contienda, tras lo cual Olaf Haraldsson se vio forzado a una difícil alianza con Erling Skjalgsson bajo un acuerdo donde Erling tuvo que rebajar los términos de gobierno garantizados por los predecesores, Olaf Tryggvason o Sveinn.
Erling, aun así, mantuvo el poder en Noruega occidental desde Rogaland y ampliando su influencia hasta, posiblemente, Sogn. El rey Olaf intentó disminuir su poder infiltrando nuevos caudillos locales en la zona, pero siempre fueron fácilmente dominados por la fuerte presencia de gobierno tradicional de Erling. En 1022, el rey arrestó al hijo de su hermana, Asbjørn Selsbane, por asesinato. Erling respondió con un levantamiento de mil hombres armados y rodeando al rey en Avaldsnes, que siguió a una postura claudicante del rey Olaf y la liberación del sobrino. Este episodio enturbió aún más las relaciones entre ambos. En 1027, Erling viajó a Inglaterra para entrevistarse con Canuto el Grande y en otoño de 1028 regresó con un ejército y la intención de enfrentarse al rey Olaf. 
No obstante su ejército estaba compuesto por una flota naval y Erling se vio atrapado en un barco por la flota del rey Olaf en la batalla de Boknafjorden cerca de Bokn, en Rogaland. El barco fue abordado y Erling capturado. Olaf estaba dispuesto al perdón, pero Erling fue ejecutado por Aslak Fitjaskalle, de Fitjar en Sunnhordland, quien le decapitó con su hacha.
Según Heimskringla, le dijo al ejecutor, ¡Loco, acabas de arrebatar Noruega de mis manos!. La predicción del rey se convirtió en certera. Respaldados por Canuto el Grande, los aliados de Erling se levantaron en armas y mataron al rey Olaf en la batalla de Stiklestad en 1030.

## Ascendencia
Los ancestros de Erling están documentados en las sagas nórdicas como nobles y reyes noruegos de Hordaland y Voss. La dinastía Solaætta era un clan familiar de origen muy antiguo.
- Svåsi Asathorsson, hijo de Asathor, a su vez hijo de Odín.
- Hrolf in Bergi Svåsason, rey de Hordaland.
- Solgi Hrolfsson, rey de Hordaland.
- Kaun Solgasson, rey de Hordaland.
- Bodvar Svina Kaunsson, rey de Hordaland.
- Thorir Svina Bodvarsson, rey de Hordaland.
- Orn Hyrna Thorisson, rey de Hordaland.
- Aun Arnasson, rey de Hordaland.
- Aslak Bifrakari Aunsson, rey de Voss.
- Hordakåri Aslakson.
- Ogmund aslak Kåreson.
- Torolv skjalg Ogmundson (padre de Erling).

## Descendencia
Erling y Astrid fueron padres de varios hijos:
- Ragnhild Erlingsdatter (992), se casó con Torberg Arnesson de Giske (hermano de Kalv y Finn Arnesson). Tuvieron una hija, Tora Torbergsdatter, que fue la segunda esposa de Harald Hardråde. Tora fue madre de los reyes Olaf III de Noruega  y Magnus II de Noruega.[11][12]
- Aslak Erlingsson (n. 997), que casó con Sigríðr, hija del jarl de Lade, Sveinn Hákonarson.
- Skjalg Erlingsson (n. 999)
- Sigurd Erlingsson (n. 1001)
- Lodin Erlingsson (n. 1003)
- Tore Erlingsson (n. 1003)
- Gertrud Erlingsdatter (n. 1006), que casó con Arne Arnesson (n. 1002), hijo de Arne Arnmodsson. Fruto de esa relación nacería Jon Arnesson.[13][14]

## Legado
En el área de las ruinas de la iglesia de Sola (Sola Ruinkirke), se levanta un monumento a Erling Skjalgsson. Este notable caudillo vikingo tiene la mención de haber introducido el cristianismo en Sola, las cruces levantadas en Tjora Tjora (steinkors i Sola-bygda) son monumentos testigos de la época vikinga. En Frogner, Oslo existe la puerta de Erling Skjalgsson bautizada en su honor, así como calles en las ciudades de Trondheim, Stavanger, Haugesund y Sandnes.